# Èduard Guščin
Èduard Viktorovič Guščin (in russo Эдуард Викторович Гущин?; Motygino, 27 luglio 1940 – Mosca, 14 marzo 2011) è stato un pesista sovietico.

## Palmarès
| Anno | Manifestazione | Sede              | Evento         | Risultato | Misura  | Note                          |
| ---- | -------------- | ----------------- | -------------- | --------- | ------- | ----------------------------- |
| 1965 | Universiadi    | Budapest          | Getto del peso | Bronzo    | 18,45 m |                               |
| 1966 | Europei        | Budapest          | Getto del peso | 12º       | 17,64 m |                               |
| 1967 | Europei indoor | Praga             | Getto del peso | Argento   | 18,96 m | Miglior prestazione personale |
| 1968 | Europei indoor | Madrid            | Getto del peso | 8º        | 18,00 m |                               |
| 1968 | Olimpiadi      | Città del Messico | Getto del peso | Bronzo    | 20,09 m |                               |
| 1969 | Europei        | Praga             | Getto del peso | 6º        | 18,91 m |                               |
| 1970 | Europei indoor | Vienna            | Getto del peso | 5º        | 18,39 m |                               |